# خوک‌های پینک فلوید

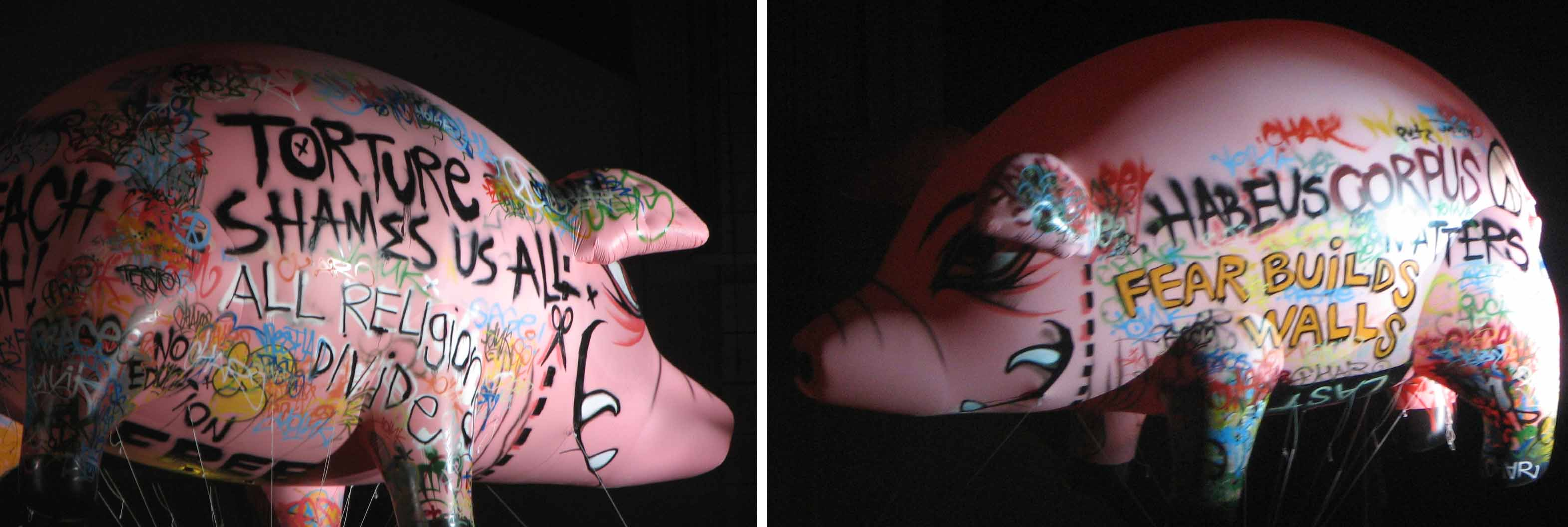
خوک‌های بادکنکی در تورهای راجر واترز ۲۰۰۷

خوک‌های پینک فلوید (به انگلیسی: Pink Floyd pigs) نام بادکنک‌های خوک‌شکلی بود که گروه موسیقی پینک فلوید در کنسرتهای خود از آن استفاده می‌کرد.
طراحی اصلی این خوک اولین بار توسط راجر واترز انجام شد و در دسامبر ۱۹۷۶ توسط Jeffrey Shaw با کمک گروه طراحی Hipgnosis ساخته شد و در روی جلد آلبوم جانوران نیز از آن استفاده شد.
از این بادکنک‌های خوک در کنسرتهای پینک فلوید در قبل و بعد از حضور واترز در گروه، و در تورهای شخصی خود واترز نیز استفاده می‌شد و به عنوان یکی از نمادهای شاخص پینک فلوید شناخته می‌شود.